# Игор Криушенко
Игор Николаевич Криушенко (на руски: Игорь Николаевич Криушенко) е беларуски футболист и треньор.

## Кариера

### Като футболист
Кариерата му на футболист, която протича между 1982 и 1997 г., не е особено успешна и преминава основно през нискоразрядни съветски и руски отбори.

### Като треньор
Започва да се занимава с треньорство още като активен футболист, като по време на престоите си в Динамо Якутск и Торпедо Могильов е помощник-треньор. След това от 1999 до 2000 г. води БАТЕ Минск, дубъла на ФК Минск. През 2001 година е назначен за треньор на дубъла на БАТЕ Борисов, а три години по-късно поема и представителния тим, с който става шампион на Беларус през сезони 2006 и 2007, с което поставя началото на шампионската серия на тима от Борисов. След това за един сезон води Динамо Минск, чийто отбор успява да класира до втората позиция. През 2009 поема Сибир Новосибирск, който по това време се състезава във руската Втора дивизия. За един сезон успява да изкачи новия си отбор до елита. През сезон 2010/11, вече в руската Премиер лига, извежда тима си до финала в турнира за Купата на Русия, с което успява да се класира за предварителните кръгове на Лига Европа, благодарение на дубъла на Зенит Санкт Петербург. За пъвенството обаче завършва на предпоследната 15-а позиция, с което изпада. След като отпада и в Лига Европа, Криушенко напуска руския клуб. От 2011 до 2012 работи в Узбекистан – в Шуртан. След това се завръща в родната Беларус, заставайки начело на Торпедо-БелАЗ Жодино. През сезон 2015/16 печели Купата на Беларус.

## Успехи

### Като треньор
БАТЕ Борисов
- Шампион на Беларус (2): 2006, 2007
- Носител на Купата на Беларус (1): 2005/06

 Торпедо-БелАЗ Жодино
- Носител на Купата на Беларус (1): 2015/16